# Inga Rosa Kammerer

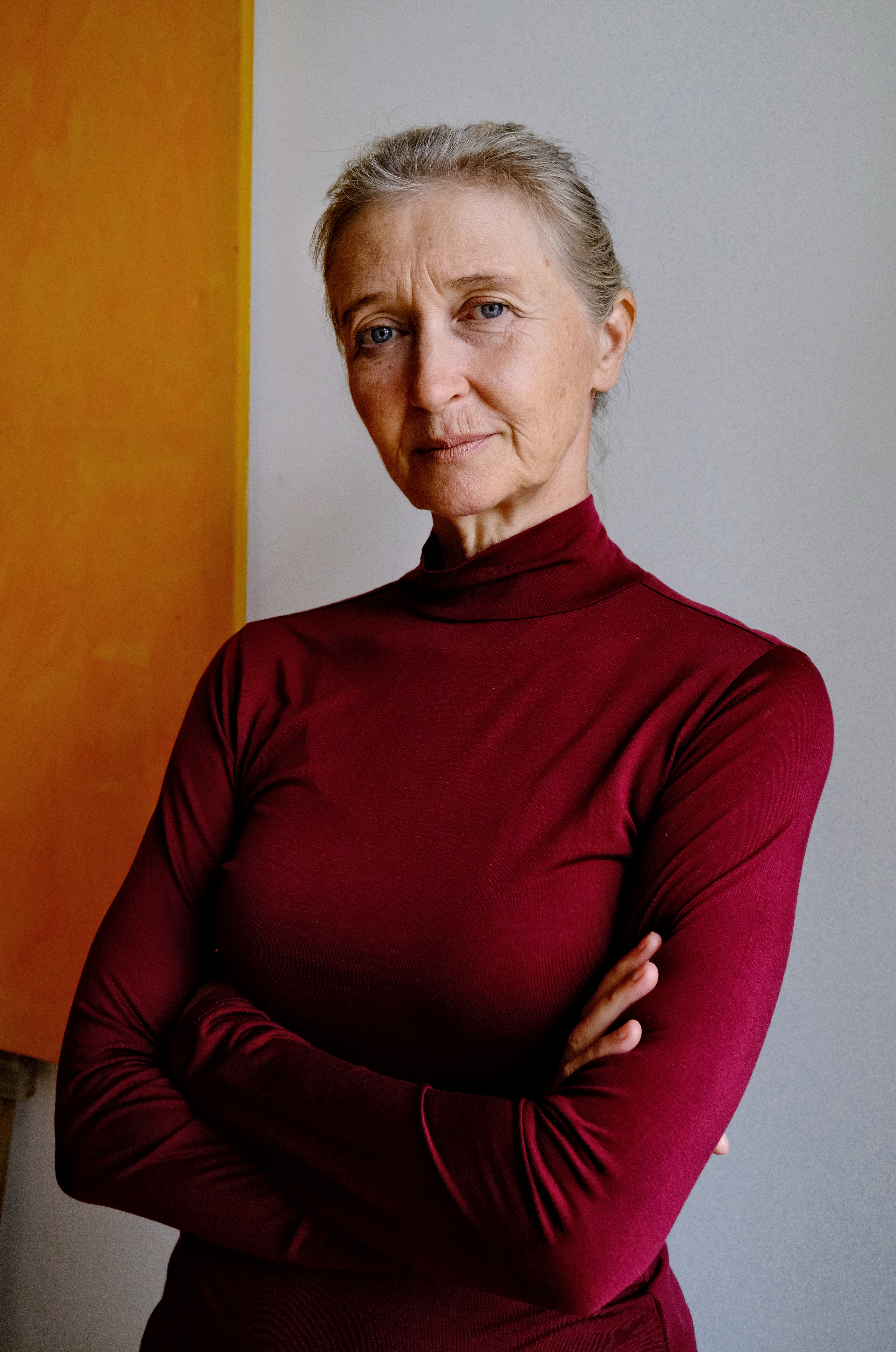
Inga Rosa Kammerer (2022)

Inga Rosa Kammerer (* 26. Oktober 1962 in Freiburg im Breisgau) ist eine deutsche Schauspielerin, die durch Der junge Karl Marx und Die Konterrevolution (2011) bekannt wurde. Sie hat eine Tanzausbildung in Münster und dann in London an der  Goldsmith University am Laban Centre for Movement und Dance abgeschlossen und studierte 1993 Theaterpädagogik an der Universität der Künste Berlin.

## Leben und Wirken
Inga Rosa Kammerer wurde in Freiburg im Breisgau geboren und wuchs im Schwarzwald auf. 2000 bekam sie eine Tochter und lebt heute in Berlin.
Nach ihrer Tanzausbildung an der Goldsmith University am Laban Centre for Movement und Dance fand sie ihre Richtung im Physical Theatre. Sie war von 1988 bis 1993 festes Company-Mitglied des TNT Theatre London und tourte international von England bis Japan.
1993 studierte sie Theaterpädagogik an der Universität der Künste Berlin und beendete das Studium mit dem Theaterstück Homo Islamicus. Die Performance mit Jungschauspielerinnen und Laien mit Migrationshintergrund wurde auf das Theaterfestival in Moers, nach München, Ballhaus Naunynstraße Berlin und ins Tiyatrom Theater eingeladen. Ihre paritätische Schauspielprüfung legte Inga Rosa Kammerer 1996 ab.
Danach war sie weiterhin ist als freie Theater-/Fernseh-/Film-/Schauspielerin tätig. Sie spielte im Fernsehmehrteiler von Bernd Fischerauer Gewaltfrieden und Konterrevolution die Rolle der Paula Erzberger. In Raoul Pecks Kinofilm Der junge Karl Marx spielte sie eine englische Arbeiterin.
Von 2003 bis 2023 arbeitete sie in verschiedenen theaterpädagogischen Projekten mit dem Kulturamt Berlin-Mitte zusammen. Seit 2017 spielt sie als Medizinschauspielerin an der Charité für Palliativ-Studien der Unikliniken Berlin, Hamburg und Kiel. In diesem Rahmen spielte Inga 2017 bis 2020 in Fortbildungen der Berliner Ärztekammer und der Deutschen Gesellschaft für Verhaltenstherapie.
Mit Lady Goethe produziert sie seit 2017 eine weitere Theaterproduktion in Zusammenarbeit mit weiteren Künstlern.

## Filmografie (Auswahl)
- 2001: Streit um drei (Fernsehserie, 1 Folge)
- 2007: Free Rainer – Dein Fernseher lügt
- 2008: Lasko – Die Faust Gottes (Fernsehserie, ? Folgen)
- 2009: The International
- 2010: Unser Charly (Fernsehserie, 1 Folge)
- 2010: SOKO Wismar (Fernsehserie, 1 Folge)
- 2010: Konterrevolution und Machtergreifung (Fernsehfilm)
- 2012: Löwenzahn (Fernsehserie, ? Folgen)
- 2017: Der junge Karl Marx
- 2022: Then You Run
- 2023: Die Q ist ein Tier